# Reuler
Reuler (luxembourgeois : Reiler) est une section de la commune luxembourgeoise de Clervaux située dans le canton de Clervaux.